# Gvendal Pezera
Gvendal Pezera (fr. Gwendal Peizerat; rođen 21. aprila 1972 u Bron-u, Francuska) je francuski klizač i olimpijski šampion 2002 u kategoriji plesnih parova.
Gvendal je počeo da kliže u svojoj četvrtoj godini, kada su on i njegova sestra (tada šest godina), pretili svoje roditeljedo klizačkog kliba i klizališta. On je odmah bio pripremljan i namenjen za kategoriju plesa, i to pod komandom trenera Murielle Boucher-Zazoui, koja ga je trenirala do krajnjeg trenutka kada se povukao.
Njegov prvi partner je bila Francuskinja Marina Morel. Zajedno su završili treći na Svetskom Juniorskom šampionatu 1990. Već sledeće godine, 1991 na Svetskom Juniorskom šampionatu Morel i Peizerat su se popeli jedan stepenik više i uzeli srebrnu medalju. 
Morel i Pezera su se kasnije rastavili, i 1993 godine, Gvendal se udružuje sa ruskom kližačicom Marina Anisina, sa osobom koja mu je bila glavni konkurent i sa kojom je na prethodnim takmičenjima klizao protiv nje. 
Združivanje dve različite culture sa potpuno dve različite škole klizanja je imala uspeha. Par se plasirao treći na Olimpijskim igrama 1998 u Naganu, a 2000-te su osvojili zlato na Evropskom, kao i na Svetskom prvenstvu. 
Godine 2002, Marina Anisina i Gvendal Pezera su postali prvi francuski olimpijski šampioni u konkurenciji plesnih parova. Takođe su osvojili i zlatnu medalju na Evropskom prvenstvu iste te godine, i time završili sezonu i karijeru.
Posle olimpijske zlatne medalje oboje su završili svoje amaterske karijere, i postali profesionalni klizači. Trenutno se mogu videti samo u profesionalnim izvođenjima, dok se Gvendal može videti i kao saradnik i komentator britanskog eurosporta.

## Rezultati sa Marinom Anisinom
- 2002:
  - Olimpijski šampioni
  - Evropski šampioni
- 2001:
  - 2 na Svetskom prvenstvu
  - 2 na Evropskom prvenstvu
  - Nacionalni šampioni

- 2000:
  - Svetski prvaci
  - Evropski prvaci
  - Nacionalni šampioni

- 1999:
  - 2 mesto na Svetskom prvenstvu
  - 2 mesto na Evropskom prvenstvu
  - Nacionalni šampioni

- 1998:
  - 3 na Olimpijskim igrama
  - 2 na Svetskom prvenstvu
  - 3 na Evropskom prvenstvu
  - Nacionalni šampioni

- 1997:
  - 5 mesto na Svetskom prvenstvu
  - 4 mesto na Evropskom prvenstvu

- 1996:
  - 4 mesto na Svetskom prvenstvu
  - 4 mesto na Evropskom prvenstvu

- 1995:
  - 6 mesto na Svetskom prvenstvu
  - 5 mesto na Evropskom prvenstvu

- 1994:
  - 10 mesto na Svetskom prvenstvu
  - 12 mesto na Evropskom prvenstvu